# Видекинд I (граф Шваленберга)

Графство Шваленберг (ниже центра, севернее епископства Падерборн)

Видекинд I, Ведекинд, Виттекинд (нем. Widekind/Wedekind/Wittekind I. von Schwalenberg; ум. 11 июня 1136 или 1137 года) — граф Шваленберга с 1127 года, родоначальник Вальдекского княжеского дома.

## История
Вероятно, потомок упоминаемого в 1031 году Видекинда, графа в Ветигау. Племянник падерборнского епископа Бурхарда (ум. 1160 году), брат Фольквина I.
Граф в Тилитигау (район Пирмонта и Штернберга), в Ветигау (район Шваленберга) и в Марстенгау (район Ганновера), фогт Барсингхаузена. Также фогт монастырей Абдингхоф, Мёлленбек, Херфорд и Корбах, вицефогт аббатства Корвей.
В 1124 году обменял графство в Марстенгау на фогтство в епископстве Падерборн.
После смерти тестя наследовал его владения в Иттергау и фогство в Майнверке.
Начиная с 1127 года упоминается как граф фон Шваленберг.
Вероятно, умер в Италии, куда сопровождал императора Лотаря Суплинбургского.

## Семья
Жена — Лутруда фон Иттер (ум. после 22 марта 1149), дочь Фолькмара фон Иттера. Сыновья - графы Шваленберга Фольквин II и Виттекинд II.